# The Gray Album
Albums de Henceforth
Henceforth
(2005)
The Gray Album est le deuxième album du groupe brésilien de heavy metal Henceforth.

## Liste des morceaux
1. "Dull & Cold"
2. "Darker Times Ahead"
3. "Worn Out"
4. "Lie"
5. "Done"
6. "Decay"
7. "Without the Sun"
8. "Alone"
9. "Changing Tide"
10. "If I Were Gone"
11. "Left Aside"

## Formation
- Frank Harris (chant)
- Hugo Mariutti (guitare)
- Cristiano Altieri (claviers)
- Luis Mariutti (basse)
- Fabio Elsas (batterie)